# Antonio Bentué
Antonio Bentué (Cataluña, 27 de mayo de 1939) es un teólogo y profesor universitario español.

## Biografía
Estudió en Universidad de Estrasburgo (Francia), en la que se licenció en teología católica en 1969. Tres años después, en 1972, obtuvo un doctorado en teología en la misma universidad con mención en teología protestante. Desde 1971 se desempeña como profesor titular de la Pontificia Universidad Católica de Chile donde dicta la cátedra de 'Teología Fundamental' de la Facultad de Teología, e imparte las cátedras de 'Historia de las Religiones' y 'Religiones y Cristianismo'.

## Obras
La siguiente es una lista parcial de sus obras.
- La opción creyente. Introducción a la Teología fundamental, (1981) Editorial San Pablo,Verbo Divino y UCM, (8.ª edición de 2014 por las tres editoriales).
- La experiencia bíblica: Gracia y ética, (1997) Editorial PPC/SM, Madrid.
- Educación Valórica y teología, (1998) Editorial Tiberíades, Santiago.
- Cultura de hombres, salvación de Dios, (1999) Editorial Tiberíades, Santiago.
- Las Tentaciones de Job, (1999) Editorial PPC/SM, Madrid.
- Muerte y Búsquedas de inmortalidad, (2002) Editorial PUC, Santiago.
- La pasión de Cristo II, (2004) Editorial Grijalbo, Santiago.
- Dios y dioses. Historia religiosa del hombre, (2004) Editorial PUC, Santiago.
- Gilgamesh: el hombre ante la muerte (drama en siete escenas), (2011) Editorial PUC, Santiago.
- ¡Espero Vida Eterna!, (2016) Editorial San Pablo, Santiago.